# Uladzimir Jarmošyn
Uladzimir Vasilevič Jarmošyn (in bielorusso Уладзімір Васілевіч Ярмошын?, in russo Владимир Васильевич Ермошин?, Vladimir Vasil'evič Ermošin; Pronsk, 26 ottobre 1942) è un politico bielorusso.
È stato Primo ministro della Bielorussia dal febbraio 2000 all'ottobre 2001.
Dal 1995 al 2000 ha ricoperto la carica di Sindaco di Minsk.